# Sebaea microphylla
Sebaea microphylla är en gentianaväxtart som först beskrevs av Michael Pakenham Edgeworth och som fick sitt nu gällande namn av Emil Friedrich Knoblauch.
Sebaea microphylla ingår i släktet Sebaea och familjen gentianaväxter. Inga underarter finns listade i Catalogue of Life.